# تجفاف
في علم وظائف الأعضاء، التَّجْفَاف أو الاجتفاف أو فقد الماء (بالإنجليزية: Dehydration)‏ هو نقص في إجمالي مياه الجسم، مع اضطراب مصاحب لعمليات الأيض. يحدث ذلك عندما يتجاوز فقدان الماء الحر كمية المياه الحرة، عادةً بسبب ممارسة الرياضة، المرض أو ارتفاع درجة حرارة البيئة. يمكن أن يحدث الجفاف الخفيف أيضًا بسبب إدرار البول الغمري، مما قد يزيد من خطر الإصابة بمرض تخفيف الضغط لدى الغواصين.
يمكن لمعظم الناس تحمل انخفاض بنسبة 3-4٪ في إجمالي مياه الجسم دون صعوبة أو آثار صحية ضارة. يمكن أن يسبب انخفاض بنسبة 5-8٪ التعب والدوخة. يمكن أن يسبب فقدان أكثر من عشرة في المائة من إجمالي مياه الجسم تدهورًا جسديًا وعقليًا، مصحوبًا بالعطش الشديد. تحدث الوفاة عند فقدان ما بين خمسة عشر وخمسة وعشرين في المائة من مياه الجسم. يتميز الجفاف الخفيف بالعطش وعدم الراحة العامة وعادة ما يتم حله بالإماهة الفموية.
يمكن أن يسبب الجفاف فرط صوديوم الدم (مستويات عالية من أيونات الصوديوم في الدم) ويتميز عن نقص حجم الدم (فقدان حجم الدم، وخاصة بلازما الدم).

## الأعراض

### التجفاف من الخفيف إلى المتوسط
- فم جاف ودبق
- الإحساس بالنعاس والتعب - يصبح الأطفال أقل حركة وفعالية من المعتاد
- العطش
- انخفاض نتاج البول - عدم تبليل الحفاظ لثلاث ساعات متتالية عند الرضع وثمانية ساعات أو أكثر بدون تبول عند الأطفال والمراهقين
- قلة الدمع أو انعدامه عند البكاء
- جفاف الجلد
- صداع
- إمساك
- دوخة أو خفة الرأس

### التجفاف الحاد
قد يسبب التجفاف الحاد، وهو أحد حالات الطوارئ الطبية، الأعراض التالية:
- ظمأ
- نزق شديد أو نعاس عند الرضع والأطفال، واهتياج شديد وتشوش عند الكبار
- الجفاف الشديد للفم والجلد والأغشية المخاطية
- عدم التعرق
- قلة أو انعدام التبول – عند التبول يخرج البول بلون أصفر داكن أو كهرماني
- غؤور العينان
- تجعد الجلد وجفافه وفقدانه للطراوة ويتضح هذا في عدم ارتداده إلى حالته الطبيعية عند قرصه
- غؤور اليوافيخ عند الرضع، وهي المواضع اللينة في أعلى رأس الرضيع
- انخفاض ضغط الدم
- سرعة ضربات القلب
- سرعة التنفس
- عدم وجود دموع عند البكاء
- حمى
- الهذيان أو فقدان الوعي عندما تكون الحالة أخطر ما يمكن.

## الأسباب ومعدل الحدوث وعوامل الخطورة
قد يحدث التجفاف بسبب فقدان الكثير من السوائل أو عدم شرب ما يكفي من الماء والسوائل أو لكلا السببين.
قد يفقد الجسم الكثير من السوائل من خلال:
- التعرق الزائد (بسبب التمارين الرياضية مثلاً).
- نتاج بولي زائد كما في السكري غير المضبوط أو استعمال المدرات.
- الحمى.
- القيء أو الإسهال.

لا يمكن اعتبار العطش كمؤشر يُعتمد عليه دائما في تقدير حاجة الجسم للماء مع الأسف، وخاصة عند الأطفال وكبار السن. المشعر الأفضل هو لون البول حيث يشير البول الصافي أو فاتح اللون إلى إماهة جيدة بينما يشير اللون الأصفر الغامق أو الضارب للحمرة عادةً إلى التجفاف.

### أسباب الإصابة بالتجفاف
يحدث التجفاف عندما لا يتوافر للجسم الماء الكافي لتعويض ما يخرج منه على مدار اليوم، أي أن أجهزة جسمك تجف بالمعنى الحرفي للكلمة. وأحيانًا يحدث التجفاف ببساطة لأنك لا تشرب ما يكفي من الماء بسبب المرض أو المشاغل أو لعدم توافر مياه الشرب النظيفة أثناء السفر أو المشي أو التخييم.
تتضمن الأسباب الأخرى للتجفاف:
- الإسهال والقياء: قد يسبب الإسهال الحاد الشديد (وهو الإسهال الذي يأتي بصورة مفاجئة وقوية) فقدان هائل للماء والكهارل في مدة زمنية قصيرة. وستكون خسارة السوائل والمعادن أكبر في حال الإصابة بإسهال وقياء معاً ويكون الأطفال والرضع في موضع الخطر بشكلٍ خاص
- الحمى: الحرارة المرتفعة تجعل الجسم أكثر تجفافا بشكلٍ عام، ويحدث فقد أكبر للسوائل في حال تواجد الحمى مع الإسهال والقياء
- التعرق المفرط: يفقد الشخص الماء عند التعرق. ويمكن أن يصاب بالتجفاف إذا كان يمارس نشاطاً مكثفا ولا يعوض السوائل خلاله. يزيد الطقس الحار والرطب من كمية العرق الذي يفرزه الشخص وبالتالي كمية السوائل التي يفقدها. ولكنه قد يصاب أيضاً بالتجفاف في فصل الشتاء إذا لم يعوض السوائل التي فقدها. يكون الأشخاص في سن المراهقة وما قبلها والذين يشاركون في الألعاب الرياضية أكثر عرضةً للإصابة بالتجفاف بسبب وزن الجسم الأقلّ عند كليهما عموماً من الكبار، وربما لأنهم ليسوا ذوي خبرة كافية تخوّلهم معرفة علامات التحذير من الإصابة بالتجفاف.
- زيادة التبول: يرجع هذا غالبًا إلى إصابة المريض بالبوالة السكرية (مرض السكري)، وهو مرض يؤثر على استخدام جسمك للسكر الموجود بالدم، وعدم اكتشافه له أو سيطرته عليه. ويسبب هذا النوع من مرض السكري غالبًا زيادة الإحساس بالعطش وزيادة عدد مرات التبول. وهناك نوع آخر من البوالة (التبول كثيرًا) اسمه البوالة التفهة، يتسم بفرط العطش والتبول ولكن السبب في هذه الحالة يرجع إلى اضطراب هرموني يجعل الكلى غير قادرة على الاحتفاظ بالماء. كما أن هناك بعض الأدوية، مثل مدرات البول، ومضادات الهيستامين، وأدوية ضغط الدم، وبعض أدوية الأمراض النفسية، وكذلك الكحوليات التي قد تسبب التجفاف وذلك لأنها تجعل من يتناولها يتبول أو يعرق أكثر من المعدل الطبيعي.

## الفحوصات والتشخيص
يتمكن الطبيب من تشخيص حالة التجفاف غالباً استناداً على العلامات الجسمية وبعض العلامات والأعراض مثل: قلة التبول أو انعدامه وغؤور العينان وفقدان الجلد لمرونته الطبيعية وعدم عودته إلى حالته الطبيعية بعد قرصه. عندما يصاب الشخص بالتجفاف فقد يعاني أيضاً من انخفاض ضغط الدم وخصوصاً عند الانتقال من وضعية الاستلقاء إلى الوقوف وتسارع في معدل نبضات القلب وانخفاض تدفق الدم إلى أطراف الجسم.
قد يخضع المصاب للمساعدة على تأكيد التشخيص وتحديد درجة التجفاف لإجراء فحوصات وتحليلات أخرى مثل:
- تحليل الدم. قد تستخدم عينات من الدم للتحقق من عدة عوامل مثل: مستوى الكهارل وخصوصاً الصوديوم والبوتاسيوم وإلى معرفة مدى فعالية عمل الكليتين.
- تحليل البول. يمكن لاختبارات البول أن تساعد على معرفة ما إذا كان الشخص مصاباً بالتجفاف أم لا، وإلى أي درجة.

وإذا لم يكن واضحاً سبب الإصابة بالتجفاف فقد يطلب الطبيب إجراء فحوصات إضافية لفحص السكري ومشاكل الكبد أو الكليتين.

## عوامل الخطورة
يمكن لأي شخص أن يصاب بالتجفاف إن خسر الكثير من السوائل. إلا أن بعض الأفراد يكونون تحت خطر أكبر، ألا وهم:
- الرضّع والأطفال: الرضع والأطفال مؤهبين للإصابة على نحوٍ خاصّ بسبب قلة وزن أجسامهم نسبياً والتقلب المرتفع للماء والكهارل فيها. كما أنّ هذه الفئة العمرية هي الأكثر عرضة للإصابة بالإسهال.
- المسنين: يصبح الإنسان مع تقدمه بالعمر أكثر عرضة للإصابة بالتجفاف لأسبابٍ متعدّدة، حيث تقلّ مقدرة الجسم على الاحتفاظ بالسوائل ويصبح إحساس العطش أقلّ رهافةً وتقل القدرة على التجاوب مع تغيرات درجة الحرارة. كما أن المسنين، لا سيما الذين يعيشون في دور الرعاية أو بمفردهم، يميلون للأكل بكميات أقل ممّا يأكله الشباب، حتى أنهم قد ينسون أحياناً أن يأكلوا أو يشربوا كليةً. والعجز أو الإهمال قد يحول بينهم وبين أن يتغذوا جيداً. وتتعقد تلك المشاكل عند الإصابة بأمراضٍ مزمنة مثل السكري وبسبب التغيرات الهرمونية المرافقة للضهي (توقف الدورة الشهرة) وبسبب استخدام أدوية معيّنة.
- المرضى المصابون بأمراضٍ مزمنة: وجود سكري غير مضبوط أو غير معالج يضع المريض تحت خطورة الإصابة بالتجفاف. إلا أنّ الأمراض المزمنة الأخرى تعرض الشخص أيضاً للإصابة بالتجفاف، ومن تلك الأمراض أمراض الكلى والكحولية واضطرابات الغدّة الكظريّة. حتى الإصابة بزكام أو التهاب حلق يرفع خطورة الإصابة بالتجفاف بسبب انخفاض الرغبة بالأكل أو الشرب عند المرض.
- لاعبو رياضات التحمل: يمكن لأي شخص يمارس الرياضة أن يصاب بالتجفاف، لا سيما في الأحوال المناخية الحارّة والرّطبة أو في المرتفعات، إلا أن الرياضيين الذين يتمرنون أو يشاركون في الماراثون أو الترياثلون أو تسلق الجبال أو مسابقات سباقات الدراجات الهوائية معرضين للخطر بشكلٍ خاصّ. وهذا لأنّ كلما طالت مدة التمرن كلما زادت صعوبة الحفاظ على الإماهة. وخلال التمرين قد تفوق خسارة الجسم للماء قدرته على امتصاصه. كما أن التجفاف قد يكون تراكمياً على مدى عدة أيام، ما قد يعني أن الشخص قد يصاب بالتجفاف حتى على روتين تمارين معتدل إن لم يشرب ما يكفي من الماء لتعويض ما يفقده يومياً.
- الأشخاص الذين يقطنون في المرتفعات: قد يتسبب العيش والعمل والتمرن في أماكن مرتفعة (وهي تُعرَّف عموماً بأنها الأماكن التي يتجاوز ارتفاعها 2500 متراً) بعددٍ من المشاكل الصحيّة. إحدى تلك المشاكل هي التجفاف والذي يحدث عموماً عندما يحاول الجسم التأقلم مع الارتفاع الكبير عبر زيادة التبوّل وتسارع النفس – فكلما ازداد النفس بهدف الحفاظ على مستويات أكسجين كافية في الدم كلما ازداد طرح بخار الماء.
- الأشخاص الذين يعملون أو يتمرنون في الخارج في مناخ حار ورطب: تزداد فرص الإصابة بالتجفاف وبالصدمة الحرارية عندما يكون الطقس حاراً ورطباً. وهذا لأن الهواء عندما يكون رطباً لا يعود بإمكان العرق أن يتبخر ويبرد الجسم بسرعة كما يحدث عادةً، وهذا يؤدي لرفع حرارة الجسم والحاجة للمزيد من السوائل.

## مضاعفات التجفاف
التجفاف يؤدي إلى مضاعفات خطيرة تتضمن التالي:
- الأذية الحرارية:

إذا لم تتم التروية بكميات كافية من السوائل عند ممارسة التمارين الجسدية العنيفة ومع التعرق المفرط فسينتهي الأمر بحدوث أذية حرارية تتراوح في حدتها بين التشنجات الحرارية البسيطة أو الإنهاك الحراري أو الضربة الحرارية الخطرة التي تهدد الحياة.
- تورم الدماغ (وذمة الدماغ): يحدث أحيانا عند تناول السوائل مجدداً بعد التجفاف أن تقوم الآليات الطبيعية في الجسم بمحاولة دفع كميات كبيرة من الماء إلى خلايا الجسم ما قد يسبب تورم بعضاً منها وانفجارها، العواقب تكون خطيرة للغاية إذا وجدت هذه الآلية طريقها إلى خلايا الدماغ.
- نوب اختلاجية:

الكهارل مثل البوتاسيوم والصوديوم لها دور مساعد في جريان الإشارات الكهربية من خلية إلى أخرى، وإذا اختل هذا التوازن الكهربي فإن هذه الرسائل الكهربية ستختلط ببعضها بما قد يؤدي لانقباضات عضلية غير إرادية وفي بعض الأحيان لفقدان للوعي.
- صدمة انخفاض حجم الدم:

وهذه أكثر المضاعفات خطراً والتي قد تودي بحياة المصاب، وهي تظهر عندما تتسبب كمية الدم القليلة بانخفاض في ضغط الدم وبالتالي انخفاض كمية الأكسجين في عموم الجسم.
- الفشل الكلوي:

وهذه المشكلة الشديدة الخطر تظهر عندما تعجز الكلي عن نتقية الدم من السوائل والفضلات.
- الغيبوبة والوفاة:

إذا لم يتم علاج التجفاف سريعا وبطرق صحيحة فسينتهي الأمر إلى وفاة المصاب.

## العلاج
إن الطريقة المثلى لمعالجة التجفاف هي بإماهة الجسم وذلك بشرب كميات وفيرة من السوائل مثل: المياه أو عصير الليمون المخفف أو عصير الفواكه المخفف أو الحليب قليل الدسم. 

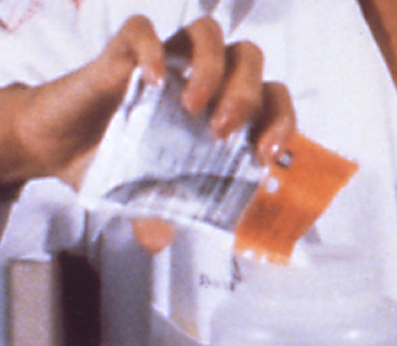
محلول الإماهة الفموي

تساعد المشروبات السكرية على تعويض السكر المفقود من الجسم. أما الوجبات الخفيفة المالحة فتساعد على تعويض الملح المفقود منه.
يجب عدم إعطاء الرضع والأطفال المصابون بالتجفاف المياه كمعوض رئيسي للنقص لأنه يمكن أن يخفف المعادن الموجودة في أجسادهم مما يؤدي إلى تفاقم المشكلة، وبدلاً من ذلك يجب إعطاءهم عصير الليمون المخفف أو عصير الفواكه المخفف أو محلولاً خاصاً بالإماهة.
إذا واجهت أنت أو طفلك صعوبة في امتصاص السوائل بسبب القئ أو الإسهال فيجب إعطاء السوائل بكميات قليلة على نحو متكرر. كما يمكنك استخدام الملعقة أو المحقنة لإعطاء طفلك كميات قليلة من السوائل إذا لزم الأمر.

### محاليل الإماهة
إذا أصيب الشخص بالتجفاف فسيفقد السكر والأملاح بالإضافة إلى المياه. شرب محلول الإماهة سيمكن الشخص من إعادة توازن سوائل الجسم. يجب أن يحتوي محلول الإماهة على خليط من أملاح البوتاسيوم والصوديوم بالإضافة إلى الجلوكوز والنشأ. تتوفر منتجات الإماهة المتنوعة في الصيدليات أو من الوصفة التي يعطيها الطبيب العام والتي تشتمل على محاليل تناسب الرضع والأطفال. قم باستشارة الطبيب أو الصيدلي.

### التجفاف الشديد
إذا شككت في إصابة شخص بتجفاف شديد فيجب عليك أن تطلب المساعدة الطبية على الفور فقد يتطلب الأمر نقله للمستفشى للعلاج. ويحتاج الرضع والأطفال وكبار السن، خصوصًا، علاجًا عاجلاً عند تعرضهم للتجفاف.
ويمكن إعطاء السوائل للمصاب عن طريق الأنف باستخدام أنبوب أنفي معدي أو تقطير محلول ملحي في الوريد لأن هذا يقدم للجسم العناصر الغذائية الأساسية أسرع من استخدام المحاليل التي تُشرب.
وإذا كنت قد أجريت جراحة للأمعاء فإن بعض محاليل علاج التجفاف قد لا تحتوي على أملاح كافية لك وستحتاج في هذه الحالة محلولاً ذا تركيز أعلى. ويمكن للممارس العام أو الجراح أن يصف لك محلولاً مناسبًا لعلاج التجفاف.

## الوقاية
يجب شرب مقدار وافر من المياه لتجنب الإصابة بالتجفاف (ما يقارب 8-10 كؤوس ماء في المناخ المعتدل). وعليك أيضاً بالإضافة للماء أن تتناول الحليب منزوع الدسم وعصائر الفواكه المخففة وعصير الليمون المخفف.

### الشرب بانتظام
إن كنت نشيطاً أو إذا كان الطقس حاراً سوف تزداد خطورة الإصابة بالتجفاف، ويجب من أجل الوقاية من الإصابة به زيادة المدخول من السوائل.
يجب عند ممارسة التمارين الرياضية شرب ما يزيد عن لتر من السوائل لكلّ ساعة تمرين فوق المقدار اليومي المعتاد. ويجب زيادة هذا المقدار في حال التمرين في ظروف حارة لأن التعرّق سيكون أكثر وستزداد سرعة خسارة الجسم للسوائل. كما يجب التنبّه إلا أنّ شرب مقدار ماء أكبر مما يستطيع الجسم التعامل معه سوف يؤدي إلى نقص صوديوم الدم، وهي حالة خطيرة وقد تكون قاتلة. فإن بدأت بالإحساس بالانزعاج والانتفاخ نتيجة الشرب، يجب أن تترك فاصلاً حتى تستعيد عافيتك.

### المرض
إن كنت أنت أو طفلك أو أي شخص تعتني به مريضاً فمن الضروري مراقبة مقدار الماء المتناول. ففي حال الإصابة بحمى أو قياء أو إسهال فسيكون احتمال الإصابة بتجفاف مرتفعاً للغاية. لذلك سيكون من الضروري تعويض السوائل في أسرع وقتٍ ممكن.

### نصائح للأطفال
لا يوجد توصيات خاصّة تتعلق بمقدار الماء أو السوائل الأخرى التي يحتاجها الأطفال. لكن من المهم للغاية بالنسبة للأطفال أن يعوضوا السوائل المفقودة للوقاية من التجفاف. الأطفال مثل الراشدين يفقدون سوائل أكثر في الطقس الحار وعندما يكونون نشيطين جسدياً.
عليك أن تزود طفلك بمشروبات صحية كجزء من قوت صحي متوازن شامل.